# Frengers
Frengers is het internationale debuutalbum van de Deense muziekgroep Mew. De eerste twee albums werden uitgegeven in een beperkte oplage binnen een beperkt gebied. De albums vielen dermate op dat ze gecontracteerd werden door Sony BMG, hun eerste album geproduceerd ging worden door Rich Costey en dat het album een verzameling was van hun eerste twee album waarvan sommige tracks opnieuw opgenomen werden. Het album laat een stijl horen die het midden houdt tussen pop en progressieve rock. Het album is opgenomen in studio's in Kopenhagen, Engeland en Los Angeles.
De titel is een samentrekking van Friends en Strangers (Not quite friends but not quite strangers).

## Musici
- Jonas Bjerre- zang, gitaar
- Silas Utke - slagwerk
- Graae Jorgenson - slagwerk
- Johan Wohlert- basgitaar
- Bo Madsen - gitaar

met medewerking van
- track 1: Patrick Warren op toetsinstrumenten
- track 2: Damon Tutunjan, achtergrondzang
- track 4: Beck Jarrett, achtergrondzang, Nick Watts piano
- track 6: Rich Costley, bekkens, Stina Nordenstam zang; Tobias Bertram, draaitafels en Klaus Nielsen piano
- track 8: Patrick Warren en Tobias Betram draaitafels
- track 9: Tutunjan en Nick Watts
- track 10: Bo Sande  trompet en Nick Watts

## Composities
1. "Am I Wry? No" - 4:54
2. "156" - 4:55
3. "Snow Brigade" - 4:22
4. "Symmetry" - 5:39
5. "Behind The Drapes" - 3:40
6. "Her Voice Is Beyond Her Years" - 2:48
7. "Eight Flew Over, One Was Destroyed" - 4:48
8. "She Came Home For Christmas" - 3:55
9. "She Spider" - 4:44
10. "Comforting Sounds" - 8:58